# Mats Lemne
Mats Herman Lemne, född 20 maj 1919 i Tjällmo församling, Östergötlands län, död 30 mars 1997 i Stjärnhov, Gryts församling, Södermanlands län, var en svensk ämbetsman.
Lemne var statssekreterare i finansdepartementet 1948–1950 och riksbankschef 1951–1955. Han var därefter landshövding i Älvsborgs län 1955–1970 samt landshövding i Södermanlands län 1970–1980. Han var Sveriges representant i CERN 1959–1989 och blev ledamot av Ingenjörsvetenskapsakademien 1972.

## Utmärkelser
- Kommendör med stora korset av Nordstjärneorden, 4 juni 1965.[1]